# سلما بلاجكوفا
سلما بلاجكوفا مواليد 2 مارس 1991، هي لاعبة كرة يد سلوفاكية تلعب كجناح أيمن. مثلت منتخب سلوفاكيا لكرة اليد للسيدات.

## سجل المنافسة
شاركت في البطولات التالية:
- بطولة أوروبا لكرة اليد للسيدات 2014